# Juan Antonio Ibáñez
Juan Antonio Ibáñez (n. Tafalla, España; 31 de julio de 1962), fue un ciclista profesional en el año 1985, en el que no logró ninguna victoria.
Tuvo un breve paso por el profesionalismo en el equipo Reynolds, en el que tras formar parte del amateur, participó únicamente en la Vuelta a La Rioja y en el Tour del Porvenir como neoprofesional, sin pasar finalmente a ser integrante de la plantilla profesional.

## Palmarés
No consiguió ninguna victoria como profesional.

## Resultados en Grandes Vueltas y Campeonato del Mundo
Durante su carrera deportiva ha conseguido los siguientes puestos en las Grandes Vueltas y en los Campeonatos del Mundo en carretera:
| Carrera         | 1985 |
| --------------- | ---- |
| Giro de Italia  | -    |
| Tour de Francia | -    |
| Vuelta a España | -    |
| Mundial en Ruta | -    |

-: No participa

## Equipos
- Reynolds (1985)